# FM 신작가곡
《FM 신작가곡》은 KBS 1FM에서 방송되었던 방송음악 컨텐츠인 신작가곡을 방송함으로써 가곡의 저변을 확대하는 방송 프로그램이다.

## 역대 진행자
- 강성곤 아나운서
- 서기철 아나운서
- 유지철 아나운서
- 오태훈 아나운서